# Opodo
Opodo est une agence de voyages en ligne créée en 2001 par un consortium de compagnies aériennes européennes comprenant Air France, Lufthansa, British Airways, KLM, Iberia, Alitalia, Austrian Airlines, Aer Lingus et Finnair.
En 2004, son actionnaire majoritaire est Amadeus, leader mondial des systèmes informatisés de distribution et de réservation de voyages.
Depuis 2011, Opodo fait partie du groupe eDreams Odigeo, qui possède également Go voyages. En 2015, le groupe représentait un chiffre d'affaires de 463 millions d'euros, un EBITDA à 95,8 millions d'euros et 17 millions de clients en Europe.
Entre septembre et décembre 2014, la société Opodo devient juridiquement LyEurope (marque Go Voyages), mais la marque Opodo continue d'exister et d'être promue, notamment en sponsorisant le Prix d'Amérique Opodo 2015 et 2016.
La société réalise depuis 14 ans le baromètre Opodo qui mesure l'évolution des vacances des français, ainsi que l'utilisation de l'Internet fixe et mobile pour préparer et réserver des séjours. Cette étude est présentée chaque année au mois de mars.
En 2016, l'agence de voyages en ligne s'est associée à Météo-France afin de créer un moteur de recherche permettant de choisir sa destination de vacances en fonction de la météo.
La plateforme est gérée par Opodo Limited, dont le siège social est au 26-28 Hammersmith Grove, London.
Le groupe eDreams ODIGEO a publié ses résultants pour l'année fiscale 2017 en présentant un revenu net ajusté de 31,6 millions d'euros pour plus de 11,6 millions de réservations dans 44 pays.

## Services

### Opodo Prime
En octobre 2017 le programme d’abonnement de voyages Opodo Prime a été déployé en France. L’abonnement Opodo Prime coûte 54,99 € par an et les membres peuvent bénéficier de réductions sur tous les vols réservés avec Opodo ainsi que d’un service clients prioritaire. Les réductions d’Opodo Prime peuvent s’appliquer jusqu’à 9 personnes pour la même réservation sur les vols et les hôtels.
En juin 2020 Opodo a lancé Prime hôtels comme faisant partie du service de souscription Prime. Pour le même prix annuel, Opodo a intégré son offre hôtelière à l’abonnement Prime avec 2,1 millions d’options d'hébergements et des réductions jusqu'à 50%.
En juin 2021 le programme d’abonnement Opodo Prime a dépassé les 1,2 million d’abonnés dans le monde entier.
Opodo propose billets d'avion, séjours sur mesure ou séjours clé en main, hôtels, locations de vacances du bungalow à la villa, locations de voitures, croisières, sports d'hiver, etc.
Des applications mobiles pour iPhone, Apple Watch et Android sont disponibles. Depuis juin 2016, ces applications permettent de recevoir des notifications de voyage à propos des retards de vols ou annulations, ainsi que le numéro du dépose-bagages.
Une nouvelle version du site a été lancée en 2015.
Opodo est présent dans 14 pays : Grande-Bretagne, France, Allemagne, Italie, Espagne, Belgique, Suisse, Autriche, Danemark, Suède, Norvège, Finlande, Portugal et Pays-Bas.

## Réputation
- En 2005, le statut juridique de la société a alimenté la polémique[15].

- En 2013 et 2014, le site a fait l'objet de plusieurs polémiques :

Le site a acquis en 2014 une très mauvaise réputation quant à sa relation avec les clients,.
UFC Que choisir a relayé des cas de réservations annulées alors que le vol était maintenu. De nombreux cas de fraudes ont été recensées, la carte bancaire d'un acheteur pouvant être créditée deux ou trois fois pour un seul achat. Le Centre européen des consommateurs a signalé avoir reçu beaucoup de réclamations de la part de clients étrangers, au sujet d'annulations de vol dont Opodo ne les a pas prévenus, ou au sujet de problèmes de remboursement faisant suite à ces annulations.
En août 2014, Opodo est visé par une plainte pour « abus de confiance et escroquerie en bande organisée au niveau international ». Le parquet de Paris ne donne pas suite à cette plainte.
En Allemagne, une fédération des consommateurs (Der Verbraucherzentrale Bundesverband) poursuit en août 2014 Opodo devant le tribunal régional de Berlin, l'accusant de tromper les clients au sujet de l'assurance voyage, les forçant à la prendre après diverses manœuvres et en accentuant, auprès du client, la menace de retards ou d'annulations de vols.
En Italie, l’autorité de la concurrence a sanctionné Opodo (ainsi qu'Expedia et eDreams) pour « pratiques commerciales illégales ». Opodo a été condamné à verser 25 000 euros pour manquements dans la transparence de l'information aux consommateurs. Les méthodes de souscription d'assurances lors d'achat de packages premiers prix ainsi que le débit de cartes bancaires lors de transaction non abouties et la gestion des réclamations ont été évoqués.
Beaucoup de clients, en outre, se sont plaints de l'absence de service après-vente ou des difficultés pour joindre le service clients.

## Dirigeants
Depuis 2015 la société est dirigée par Dana Dunne, CEO, et David Elizaga, CFO,.